# Tomislav Tolušić
Tomislav Tolušić (Virovitica, 12. veljače 1979.) bivši je hrvatski ministar poljoprivrede i potpredsjednik Vlade Republike Hrvatske iz redova Hrvatske demokratske zajednice. 
Ured europskog javnog tužitelja u Zagrebu optužio ga je u prosincu 2023. godine za prijevaru te zlouporabu položaja i ovlasti u projektu izgradnje vinarije i sadnje vinograda sufinanciranima sredstvima Europske unije, zbog čega je u srpnju 2022. već bio uhićen.